# Papilio troilus
Papilio troilus (лат.) — вид дневных бабочек рода хвостоносцы из семейства парусники. Обитает в Северной Америке.
Выделяют два подвида: Papilio troilus troilus и Papilio troilus ilioneus, последний встречается в основном на полуострове Флорида. Своё английское название Spicebush Swallowtail («ласточкин хвост пряного куста») этот парусник получил от наиболее распространённого кормового растения его гусениц — пряного куста, представителя рода Линдера. Крупная бабочка с размахом крыльев от 7,6 до 12,4 см. Окраска крыльев преимущественно чёрно-коричневого цвета с характерным зелёно-голубым (у самцов) или ярко-синим (у самок) напылением в форме полумесяца на задних крыльях. На переднем крыле кайма из кремовых овальных пятен. В средней части крыла пятна могут иметь лунообразную форму и светло-голубой цвет. У обоих полов имеются кремово-жёлтые пятна в форме полумесяца по краям задних крыльев и яркое оранжевое пятно у основания крыльев. Самцы часто образуют скопления на влажной почве по берегам луж и ручьёв. Таким образом вместе с влагой они восполняют дефицит азота, солей и микроэлементов, необходимых для созревания половых продуктов для спаривания. В отличие от других бабочек-парусников, Papilio troilus летает низко над землей, а не на большой высоте. С 1991 года является одним из символов штата Миссисипи.

## Таксономия и этимология

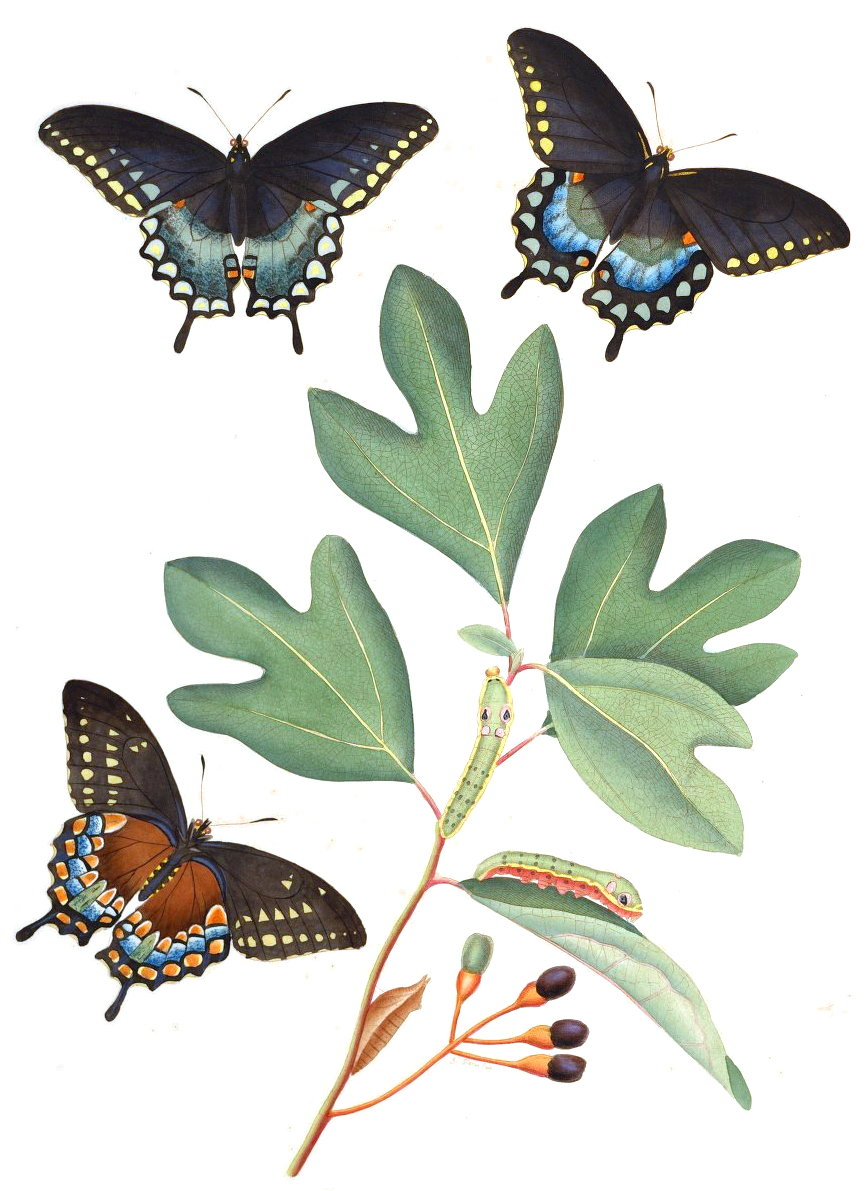
Жизненный цикл Papilio troilus. Рисунок Джона Эббота (1797 год)

Вид был впервые описан в 1758 году шведским натуралистом Карлом Линнеем. В 1797 году был описан таксон Papilio ilioneus Smith, 1797, ныне рассматриваемый в качестве подвида P. t. ilioneus.
Линней сгруппировал некоторых парусников и других бабочек под названием рода Papilio и использовал имена героев Троянской войны в качестве видовых эпитетов. Papilio в переводе с латыни означает «бабочка». Название подрода Pterourus происходит от греческих корней «ptero» — «крыло» и «ura» — «хвост». Троил в древнегреческой мифологии был сыном Приама, царя Трои и Гекубы, и участником Троянской войны.
Существуют разногласия по поводу родовой классификации парусников. Некоторые авторы следуют системе, которая возводит подрод Pterourus в родовой статус, как это было предложено Хэнкоком (Hancock, 1983).
Вместе с видами Papilio palamedes Drury и Papilio pilumnus Boisduval образует видовую группу Papilio troilus, в составе которой составляет кладу вместе с Papilio palamedes.
Выделяют два подвида: номинативный Papilio troilus troilus Linnaeus, 1758, который распространён на большей части глобального видового ареала, и Papilio troilus ilioneus Smith, 1797, распространённый только на южной прибрежной равнине в США, включая полуостров Флорида. Характерные отличия в окраске между двумя подвидами проявляются при сравнении пятен на крыльях, которые имеют синюю окраску на заднем крыле у номинативного P. t. troilus и более жёлтый оттенок у P. t. ilioneus. Кроме того, синие пятна могут иметься по всему «хвостику» заднего крыла у P. t. ilioneus. В то же время энтомолог Гэтрилл (Gatrelle, 2000) считает, что номинативный подвид troilus встречается и на юге глобального видового ареала, в том числе на территории северной Флориды, а подвид ilioneus не является действительным. Им был описан новый подвид fakahatcheensis из юго-западной Флориды.

## Описание
Относительно крупные бабочки. Размах крыльев от 7,6 до 12,4 см. Самки обычно несколько крупнее самцов. Окраска крыльев преимущественно чёрно-коричневого цвета с характерным зелёно-голубым (у самцов) или ярко-синим (у самок) напылением в форме полумесяца на задних крыльях. На переднем крыле кайма из кремовых овальных пятен. В средней части крыла пятна могут иметь лунообразную форму и светло-голубой цвет. У обоих полов имеются кремово-жёлтые пятна в форме полумесяца по краям задних крыльев и яркое оранжевое пятно у основания крыльев. Щупики и ноги голые. Грудь и брюшко в коротких волосках. Усики с веретеновидной булавой. Передние крылья треугольной формы, широкие, с заостренной вершиной, их наружный край ровный. Задние крылья — удлинённо-овальные, с вогнутым анальным краем. Наружный край передних крыльев прямой, край задних крыльев заметно волнистый с длинным «хвостиком» длиной 9—12 мм на жилке М3. На нижней стороне заднего крыла проходит двойной ряд оранжевых пятен, что отличает данный вид от сходного с ним по окраске вида Battus philenor, у которого имеется только один ряд пятен. Между этими рядами окраска синего или зеленого цвета более интенсивная. Характерные отличия в окраске между двумя подвидами проявляются в цвете пятен на крыльях, которые имеют синюю окраску на заднем крыле у номинативного P. t. troilus и более жёлтый оттенок у P. t. ilioneus. Кроме того, синие пятна могут располагаться по всему «хвостику» заднего крыла у P. t. ilioneus.

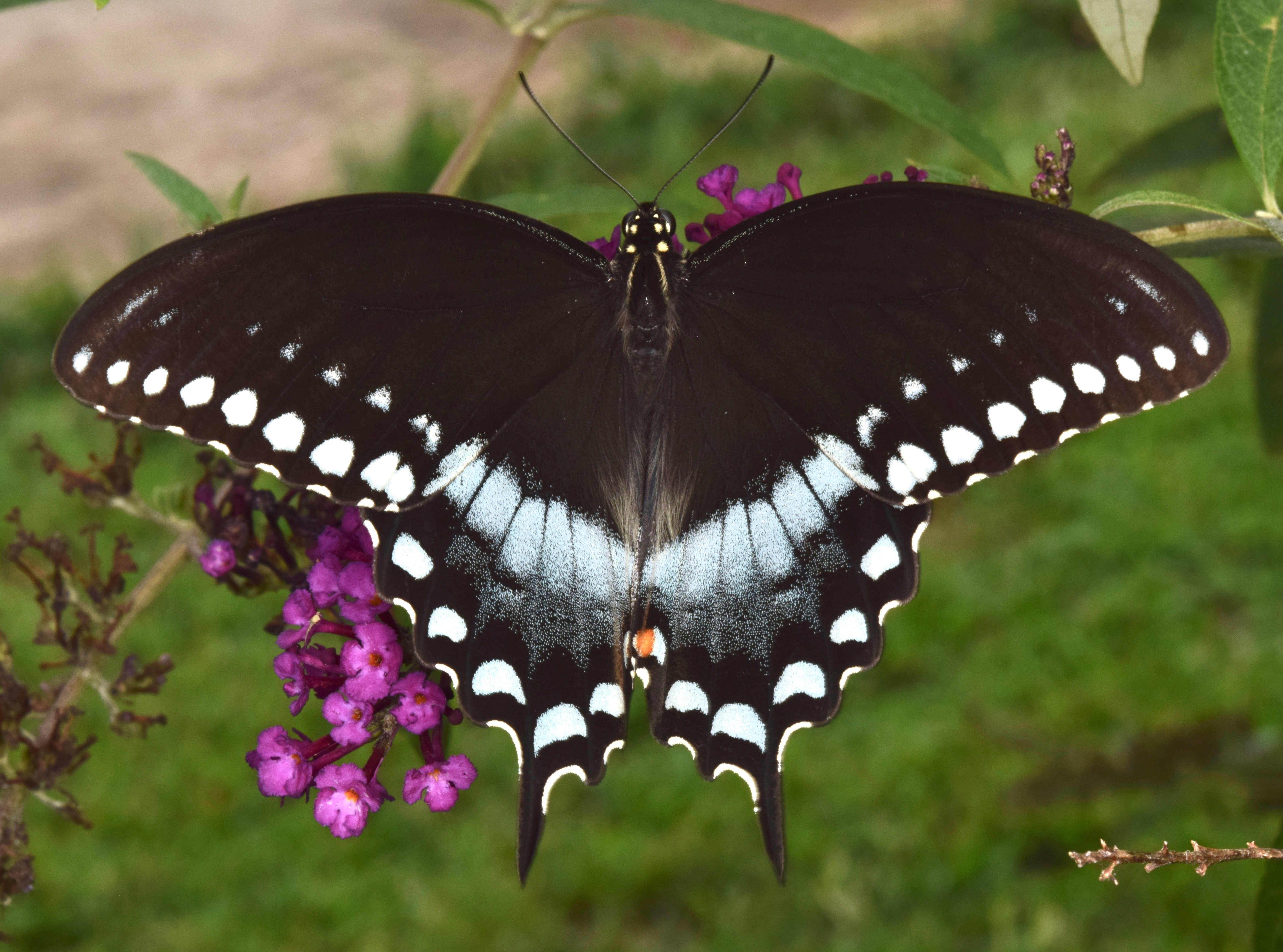
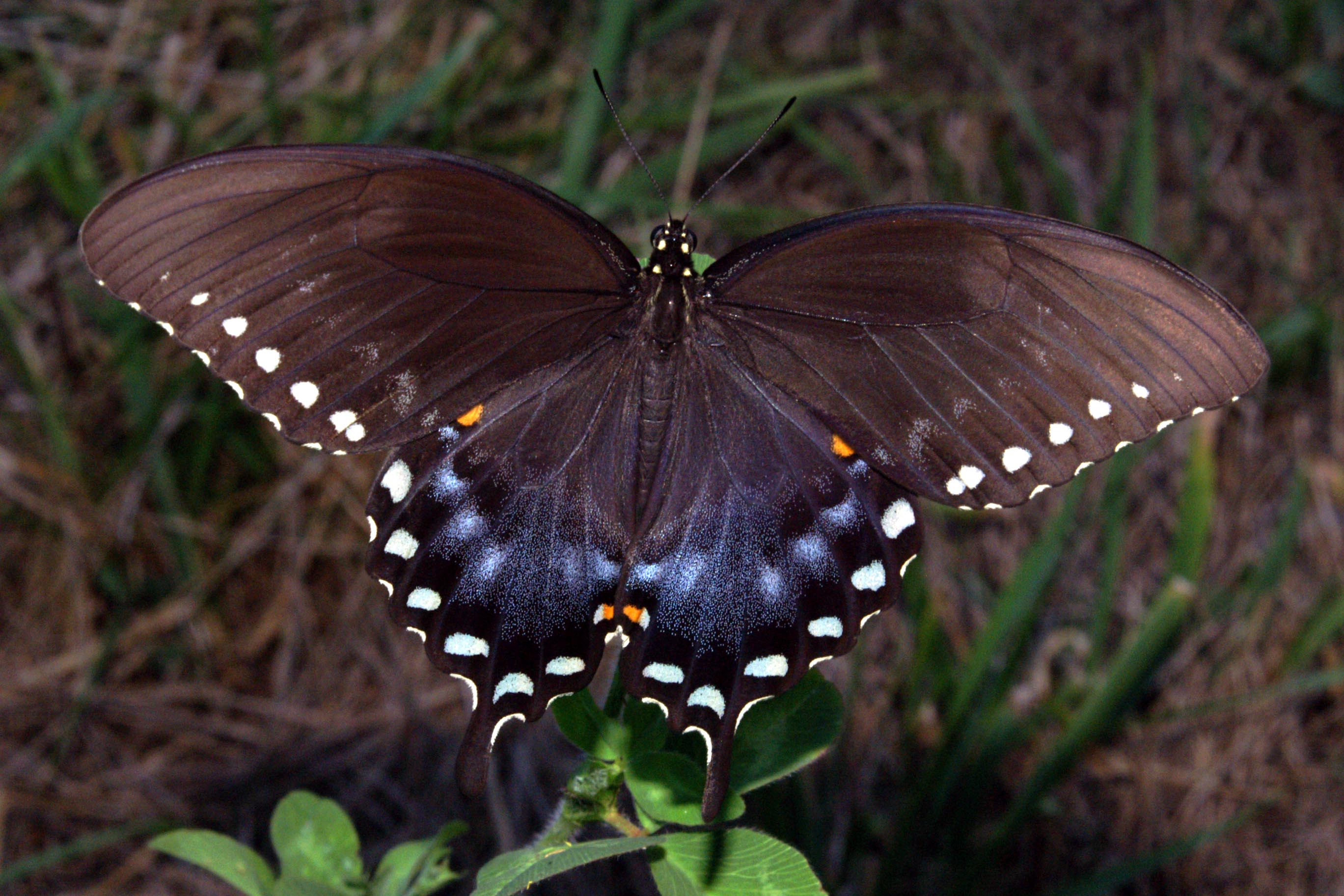
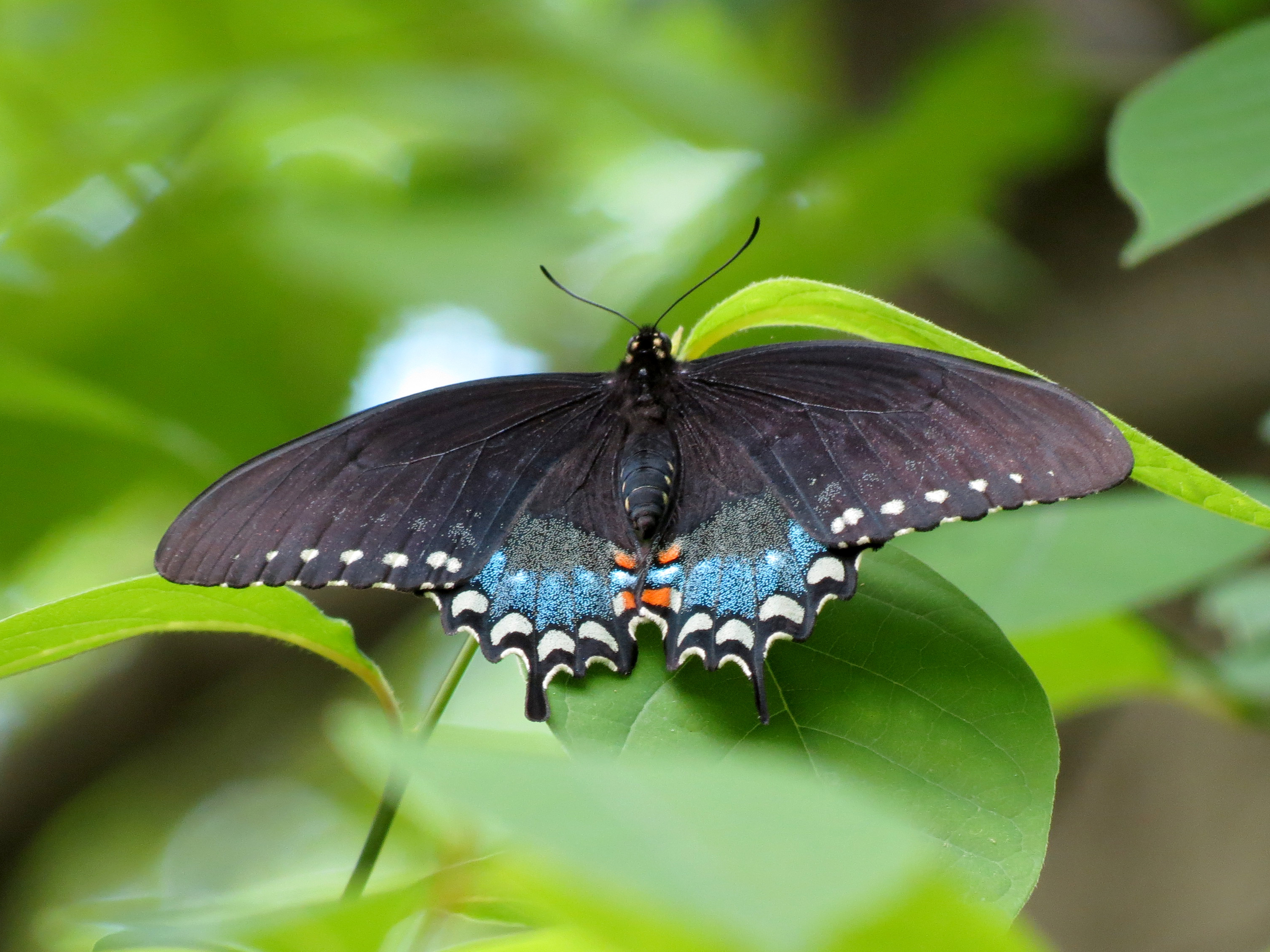
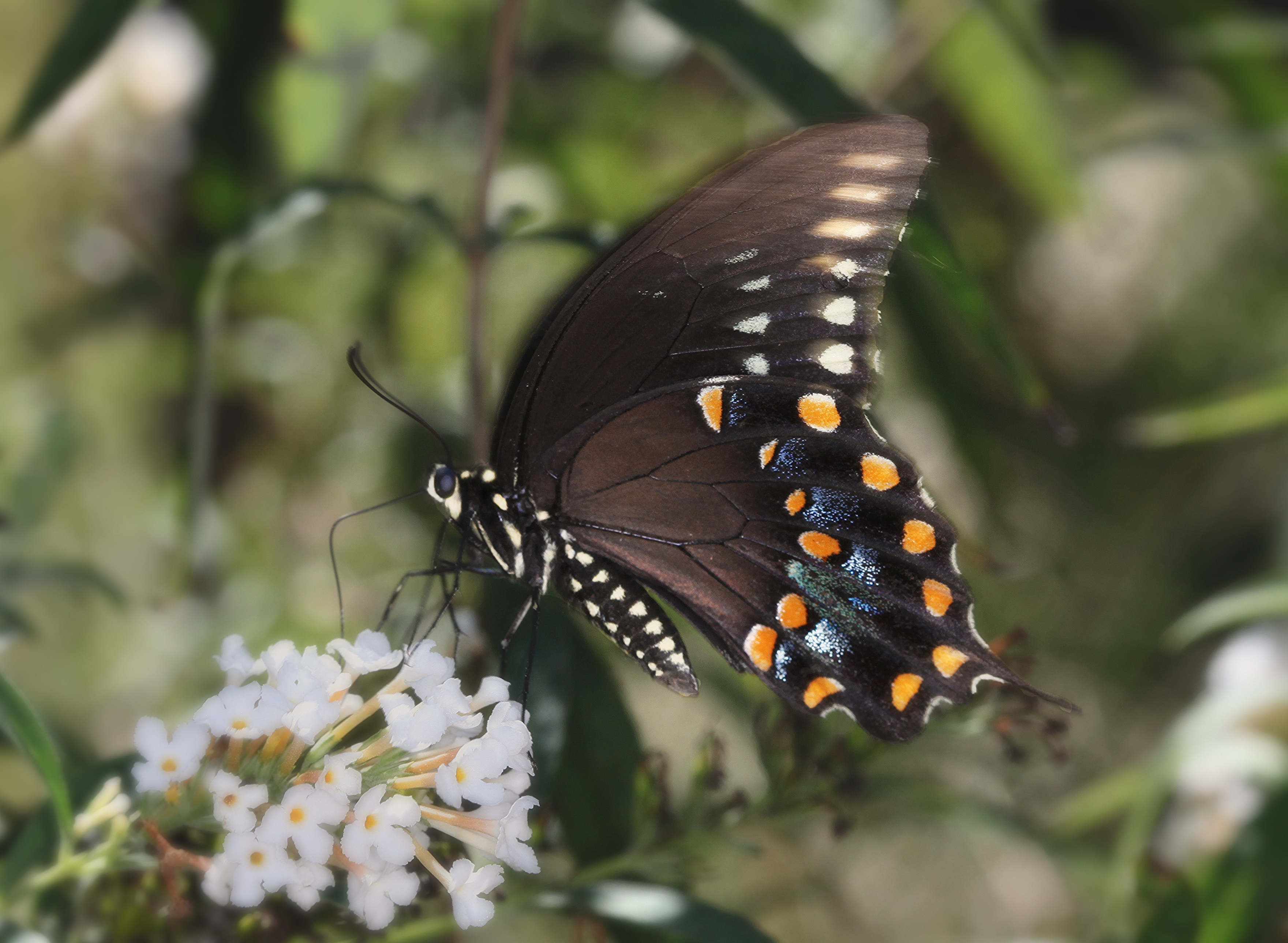
Нижняя сторона крыльев

## Распространение и местообитание
Обитает в Северной Америке. Северная граница ареала проходит по южной части провинции Онтарио в Канаде. Papilio troilus встречается на всей восточной половине Соединённых Штатов до юга Флориды и на запад до Техаса. Иногда мигрирующие особи долетают до Среднего Запада Америки, Манитобы, Колорадо и Кубы.
Бабочки обычно встречаются в лиственных лесах, на древесных болотах. Самки, как правило, предпочитают открытые равнинные участки. Также встречаются в парках и возле влажных песчаных участков вдоль дорог или ручьёв.
Papilio troilus troilus является более широко распространённым подвидом, встречающимся на востоке США, от Новой Англии до Висконсина, на западе до Иллинойса, Северной Дакоты и Небраски. Также многочислен в Техасе и Колорадо. Температурные условия могут служить ограничивающим фактором распространения P. t. troilus. В экспериментальных условиях бабочки испытывали дискомфорт при температуре 36 °C (97 °F) и выше, а также были не способны к активному полёту при температуре 14 °C (57 °F) или ниже.
Papilio troilus ilioneus распространён по юго-восточному побережью США, по всей Флориде, вдоль побережья Джорджии и местами в Техасе.

## Биология
Бабочки активны преимущественно в солнечную погоду. Взрослые особи питаются нектаром различных цветов. Парусники Papilio troilus (наряду с Papilio palamedes) способны к терморегуляции грудных мышц лучше, чем другие виды Papilio, возможно, из-за их более тёмной окраски тела и крыльев. Это позволяет им быть активными, летать и питаться при более низких температурах, чем другие виды рода. Самцы бо́льшую часть времени проводят за кормлением на различных цветках и поиском самок для спаривания. Самцы также часто образуют скопления на влажной почве по берегам луж и ручьёв. Таким образом вместе с влагой они восполняют дефицит азота, солей и микроэлементов, необходимых для созревания половых продуктов для спаривания. Самки бо́льшую часть времени проводят за кормлением на различных цветках.
На юге ареала за год развивается как минимум три поколения (район Мексиканского залива и полуостровная Флорида) с пиковой численностью бабочек поздней весной и ранней осенью в центральной Флориде. На севере ареала развивается два поколения.
За время жизни самцы и самки спариваются несколько раз. Однако при каждом совокуплении у самок снижается вероятность повторного спаривания.
Одна из ключевых известных форм коммуникации между парусниками происходит во время спаривания. Визуальные сигналы важны для самцов, чтобы найти самок, а демонстрация при ухаживании за самкой может быть сложной. Во время этих ухаживаний самка и самец часто контактируют между собой, что, вероятно, является для них способом передачи информации друг другу. Также самцы обычно испускают свои феромоны вокруг самки при «ухаживаниях».

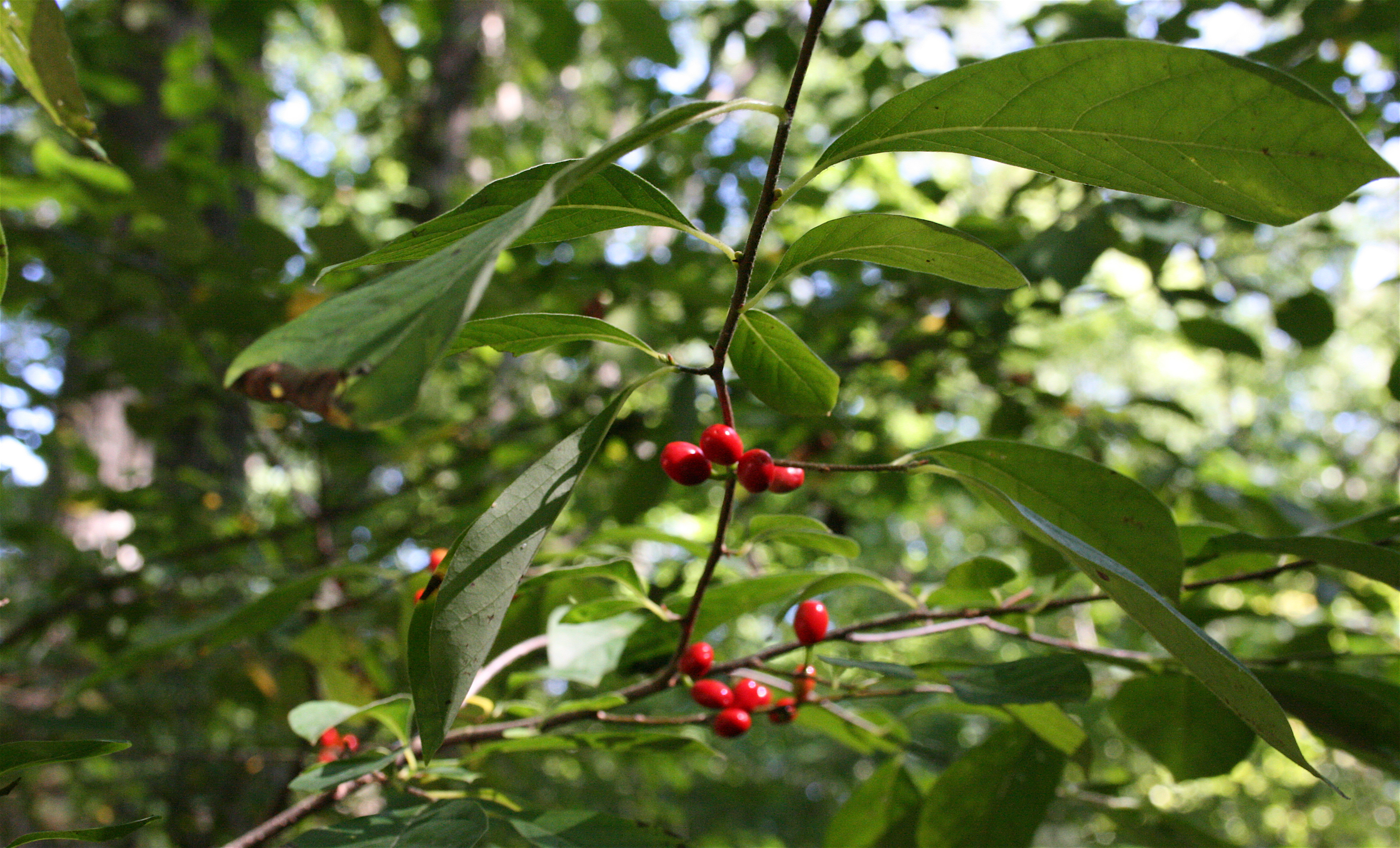
Lindera benzoin — одно из основных кормовых растений гусениц Papilio troilus

Кормовыми растениями гусениц этого вида являются: Lindera benzoin и Сассафрас беловатый (Sassafras albidum). Другие возможные кормовые растения включают Зантоксилум (Zanthoxylum), а также тюльпановое дерево (Liriodendron tulipifera), магнолию виргинскую (Magnolia virginiana), коричник камфорный (Cinnamomum camphora) и персею бурбонскую (Persea borbonia). Persea palustris является основным кормовым растением для гусениц подвида P. t. ilioneus. Однако в ходе экспериментов было установлено, что при выборе между Lindera benzoin и сассафрасом P. t. troilus не отдавал предпочтения ни тому, ни другому.

## Жизненный цикл
После спаривания самки откладывают яйца поодиночке на нижнюю сторону молодых листьев кормовых растений гусениц. Обычно самки выбирают молодые деревья и откладывают яйца на высоте от двух до пяти метров над землёй. При выборе листьев для этого самки как бы «барабанят» передними конечностями по листу, поскольку хеморецепторы располагаются на передних лапках. Весь процесс развития от яйца до взрослой особи занимает около месяца. Взрослые бабочки живут примерно от 2 дней до 2 недель.

### Яйцо
Яйца довольно крупные, имеют шаровидную форму, их высота несколько больше, чем ширина. Недавно отложенные яйца имеют зеленовато-белую или белую окраску. Откладываются самкой по одному или по два на листья кормовых растений гусениц. Хорионы (скорлупа яиц) прозрачные, и гусеницы видны через них незадолго до вылупления. Стадия яйца длится несколько недель. Гусеница вылупляется и сразу поедает остатки яйца, из которого вышла.

### Гусеница
После вылупления молодые гусеницы прогрызают лист от края до средней жилки, недалеко от кончика листа. Гусеница располагается на средней жилке листа и выделяет шёлк. При высыхании шёлк сжимается и заставляет лист сворачиваться вокруг гусеницы, образуя ей некое подобие укрытия. Молодые гусеницы коричневатого цвета. Окраска молодых гусениц не зависит от цвета листьев либо окружающей среды и проявляется даже на зелёном листе. Молодые гусеницы живут в свёрнутых листьях кормовых растений. Днём они остаются в укрытии, для защиты от хищников, а ночью активно питаются. Будучи потревоженной либо при раздражении гусеница использует особую железу позади головы, называемую осметрий. Она представляет собой два длинных оранжево-красных рожка. В случае опасности гусеница выдвигает осметрий наружу, выделяя оранжево-жёлтую жидкость с едким неприятным запахом. Так защищаются только молодые и средневозрастные гусеницы, взрослые гусеницы при опасности железу не выдвигают.
В последнем пятом возрасте длина гусеницы достигает 55 мм, при этом сами гусеницы приобретают зеленовато-жёлтую окраску. Гусеницы старших возрастов живут в скрученном листе, выложенном шёлком и скреплённом шёлковой нитью. Гусеницы пятого возраста зелёные с бледно-жёлтой боковой линией, окаймлённой снизу тонкой чёрной полоской. Нижняя сторона тела перелинявших гусениц пятого возраста бледно-зелёная, позже становится бордового или розовато-коричневого цвета. Брюшные сегменты имеют поперечную полосу, состоящую из шести синих точек, каждая из которых окружена тонкой чёрной линией, намного более выраженной, чем у гусениц наиболее близкородственного вида парусника Papilio palamedes. По одной точке располагается с каждой стороны под боковой линией. На заднегруди имеется пара больших рыжевато-коричневых ложных глазных пятен с чёрной обводкой. Глазчатые пятна имеют большой чёрный «зрачок», с белым пятном. Гусеницы также имеют пару рыжих пятен меньшего размера на дорсальной стороне первого сегмента брюшка. Взрослые гусеницы своей окраской имитируют змею.
Перед окукливанием взрослые гусеницы перестают питаться и приобретают жёлтую окраску. Для окукливания они покидают убежище и переходят на нижнюю сторону листьев у земли. Обнаружив подходящий лист, гусеницы начинают процесс окукливания. «Предкуколки» сохраняют жёлтую окраску в процессе окукливания. В конце процесса окукливания личинки превращаются в куколки коричневого (зимой) или зелёного (летом) цвета. Большинство гусениц развиваются во взрослых особей в период с февраля по ноябрь. Весь процесс развития от яйца до взрослой особи занимает около месяца.

### Куколка
Куколка в целом изогнута назад, угловатая, спинка бугорчатая. Крепится хвостовой частью, как правило, в перпендикулярном положении, а также круглой шёлковой перетяжкой — пояском — посередине. Цвет куколки зависит от цвета субстрата. Окраска может быть коричневой зимой или зелёной летом и является примером сезонного полифенизма. Объясняется это тем, что цвет куколки отражает окраску листьев кормовых растений на момент окукливания. При длительном фотопериоде куколки могут быть как зелёными, так и коричневыми. Все куколки с коротким фотопериодом (диапаузирующие куколки) коричневого цвета.

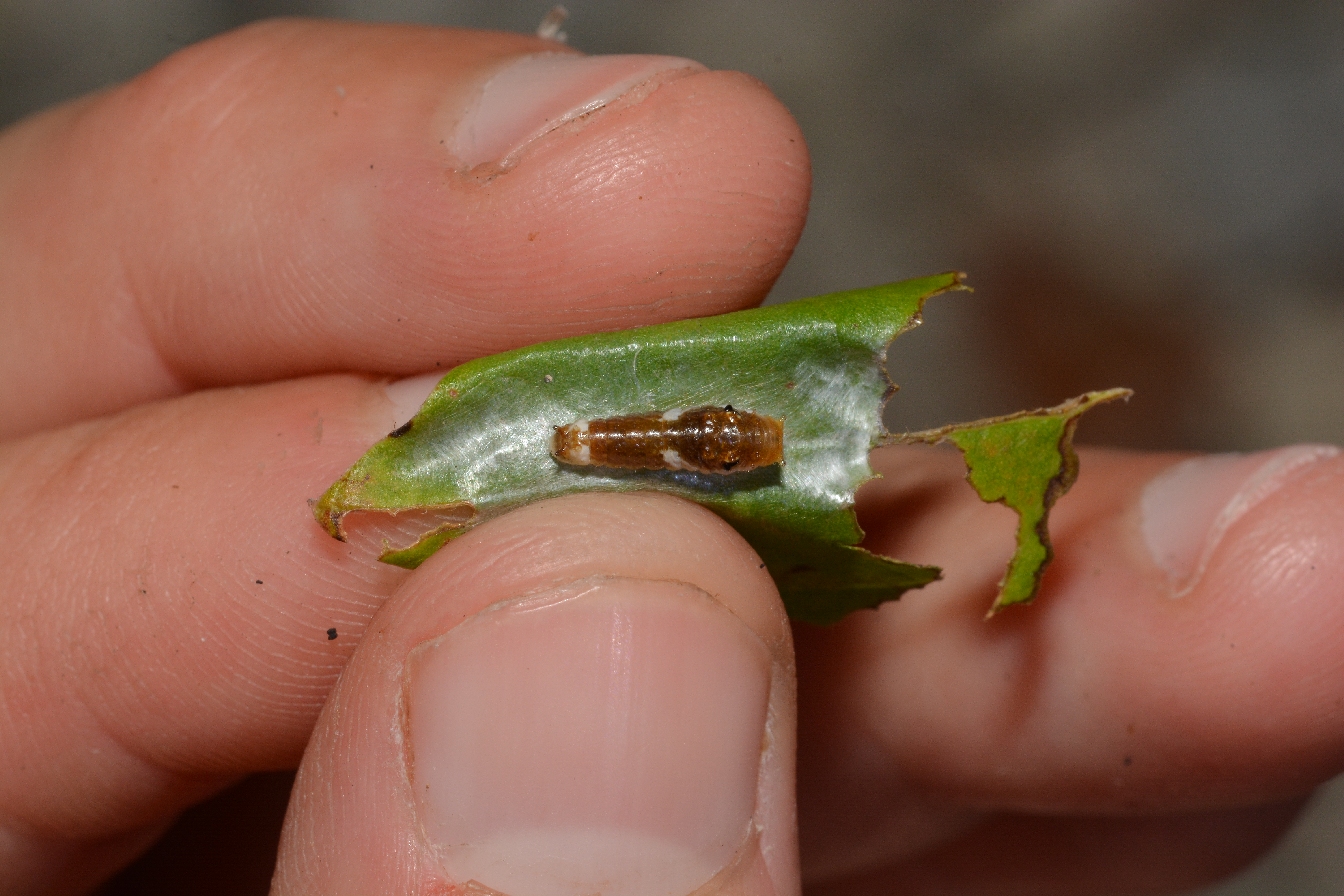
Гусеница на начальных стадиях развития
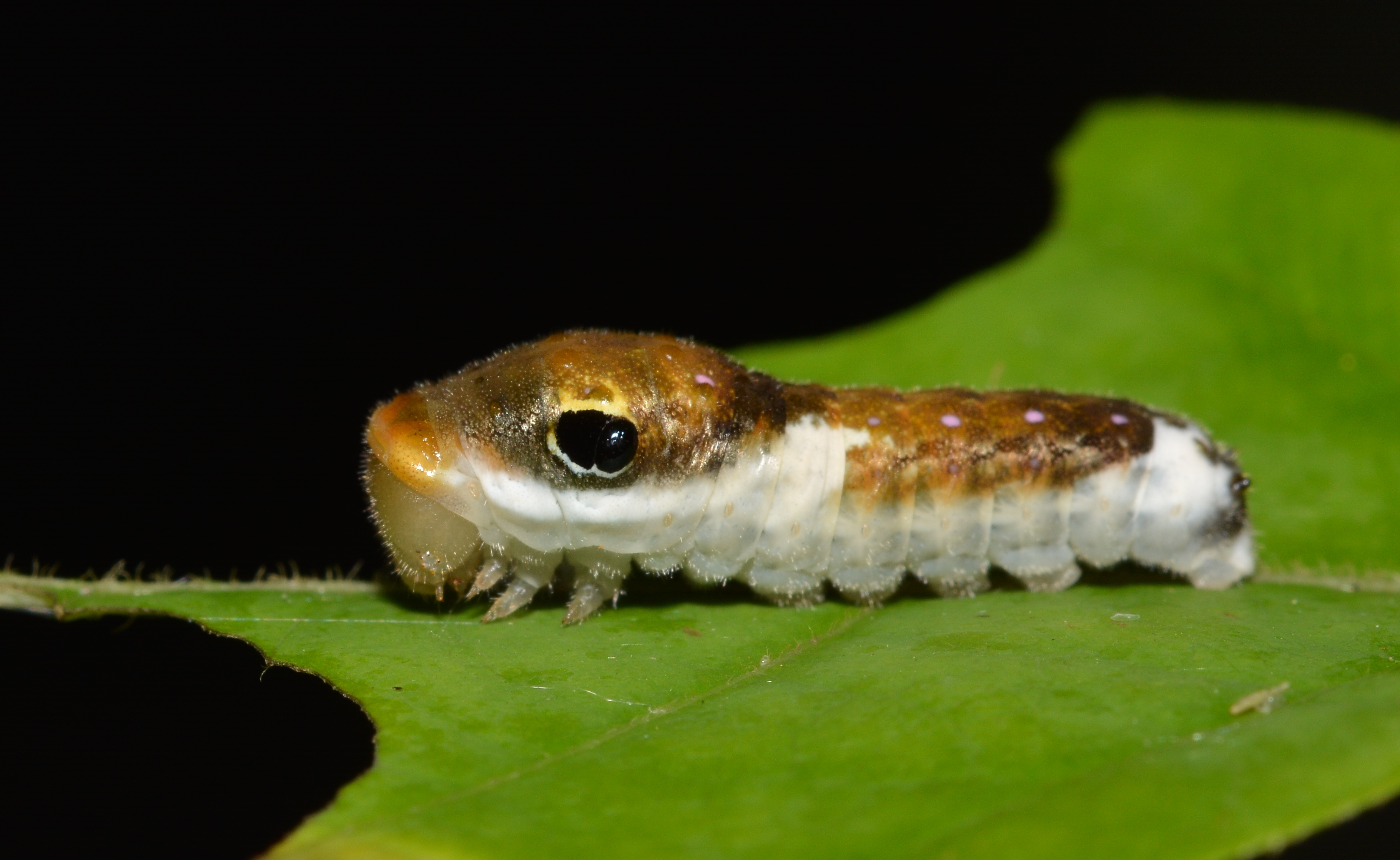
Молодая гусеница
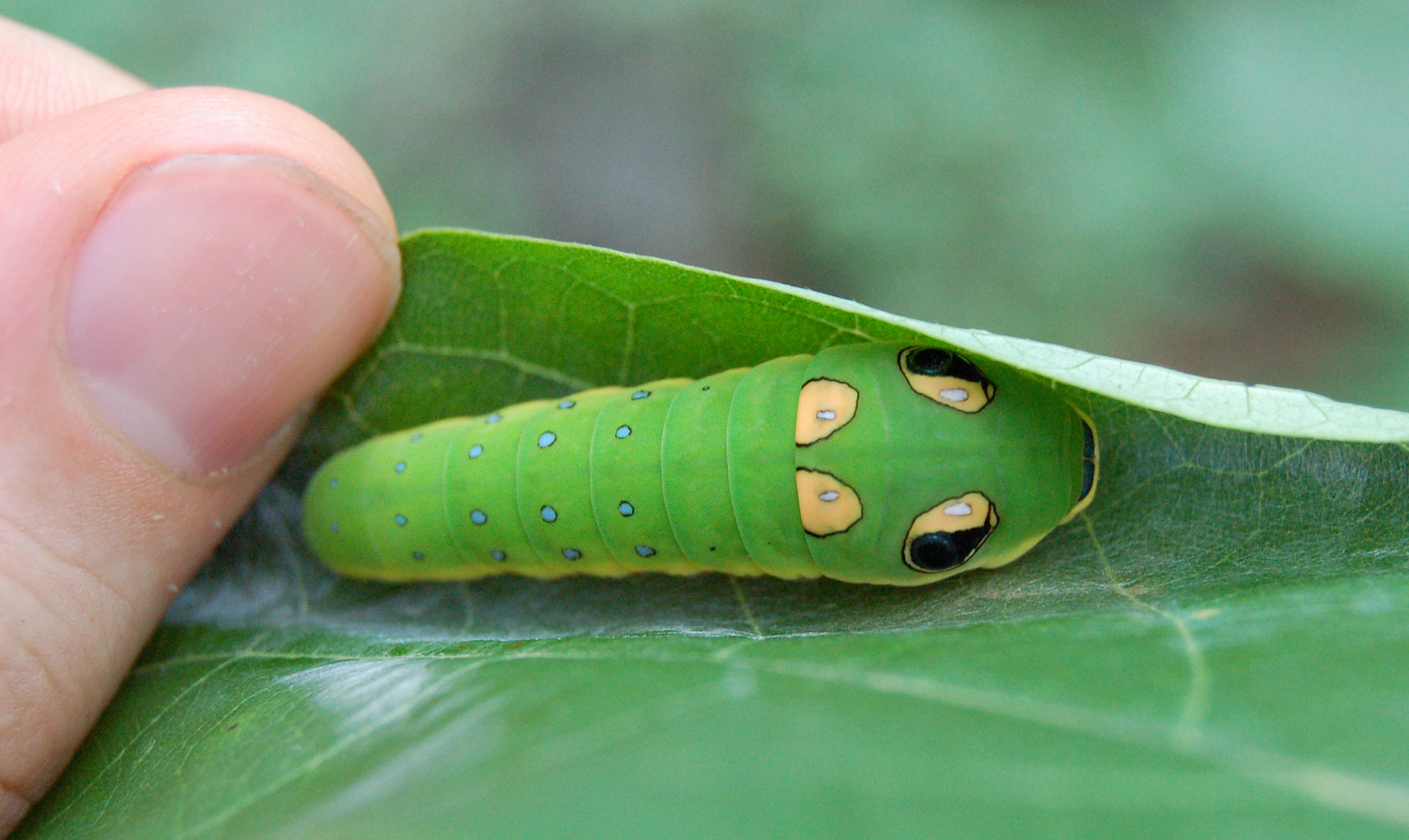
Гусеница
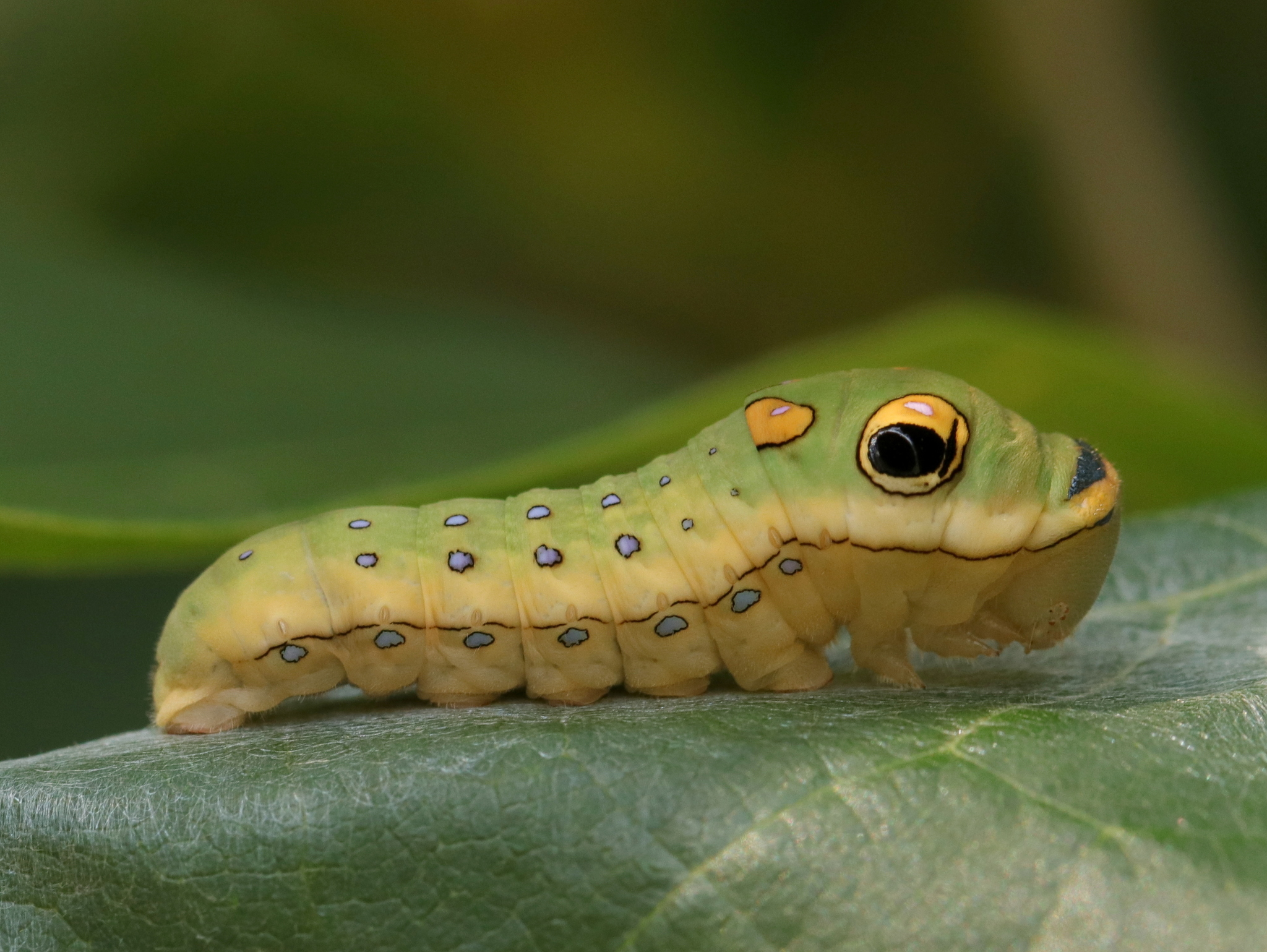
Взрослая гусеница
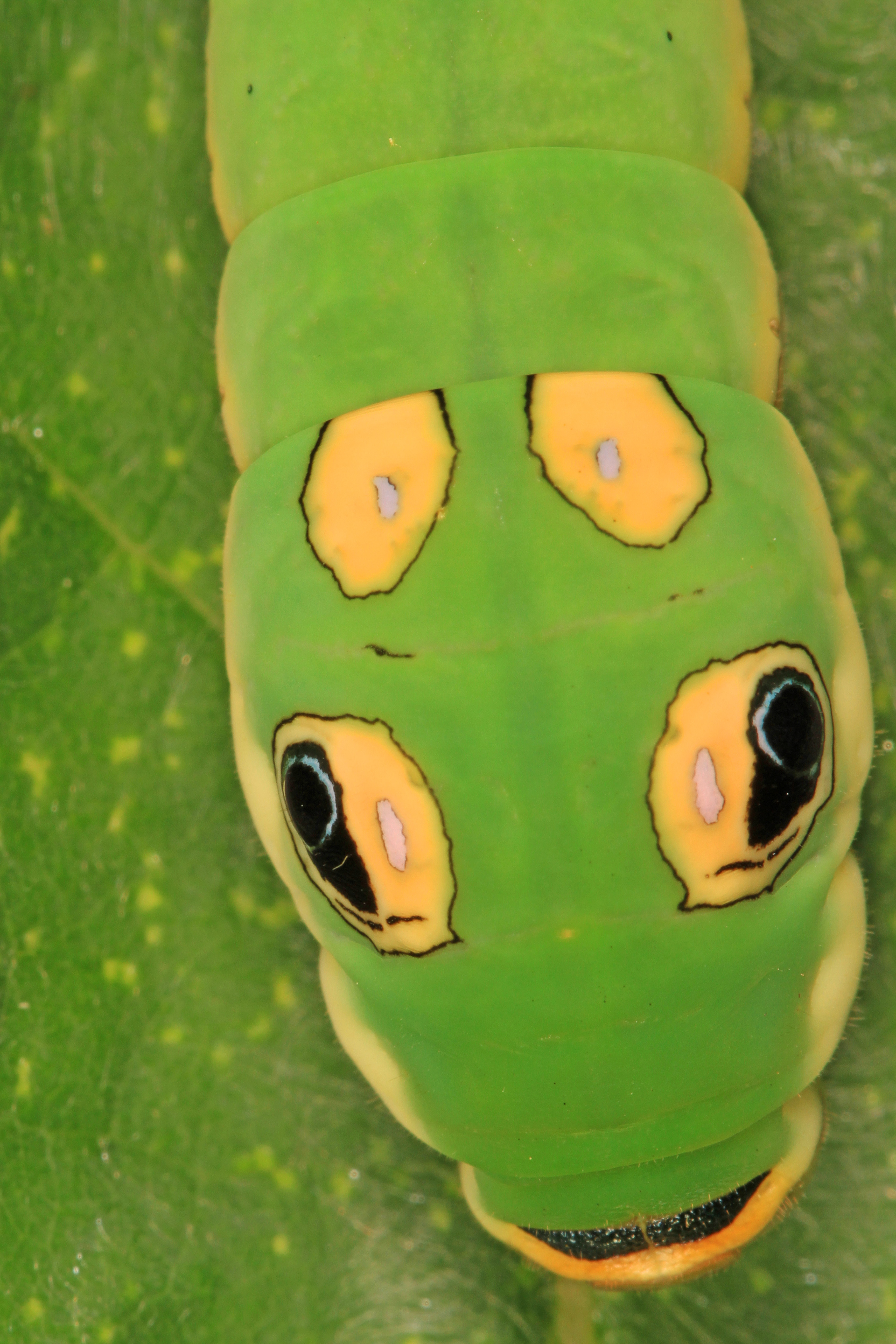
Взрослые гусеницы своей окраской имитируют змею
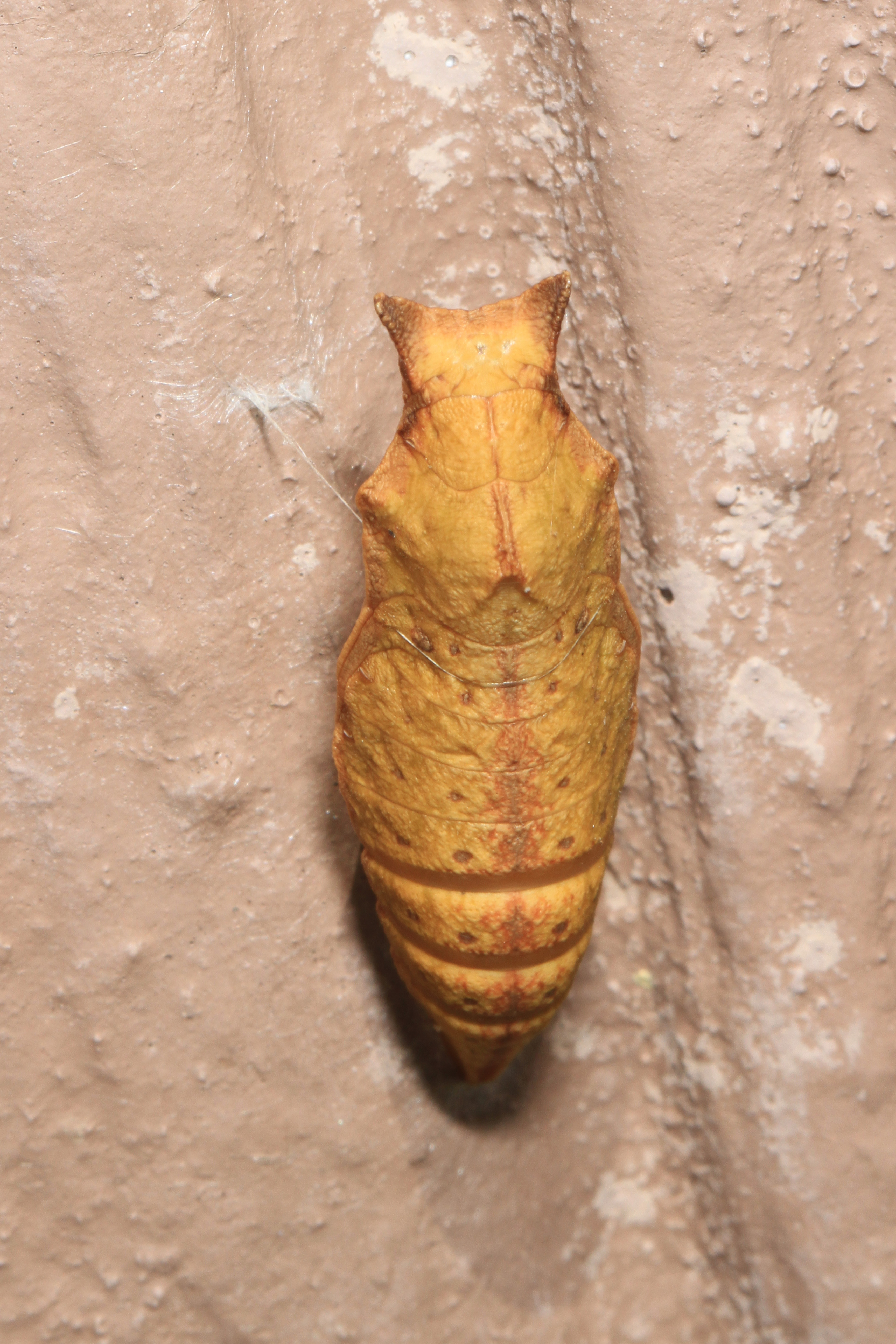
Куколка

## Естественные враги и защита
Природными врагами бабочки Papilio troilus и её преимагинальных стадий в первую очередь являются насекомоядные позвоночные животные: птицы, ящерицы, жабы, грызуны, насекомоядные млекопитающие. Кроме насекомоядных позвоночных, на бабочек охотятся хищные насекомые (мухи-ктыри и стрекозы) и пауки.
Отмечено два вида мух-тахин (Compsilura concinnata и Lespesia frenchii) и один вид наездников-ихневмонид (Trogus pennator), известных как паразитоиды Papilio troilus. Укрытия из листьев, построенные развивающимися гусеницами, вероятно, обеспечивают некоторую защиту. Гусеницы младших возрастов (возрасты 1—4) имитируют своим внешним видом и окраской помёт птиц. Эти возрастные стадии также имеют ложные глазчатые пятна на заднегруди (третий грудной сегмент). Белые отметины на брюшке напоминают отложения мочевой кислоты в помёте птиц, что делает сходство ещё более заметным. Гусеницы последних возрастов своей окраской имитируют змей либо квакш (существует сходство гусениц пятого возраста с беличьей квакшей Hyla squirella). Гусеницы и лягушки сходны по размеру, а коричневые пятна на первом сегменте брюшка напоминают коричневую перепонку у квакш.

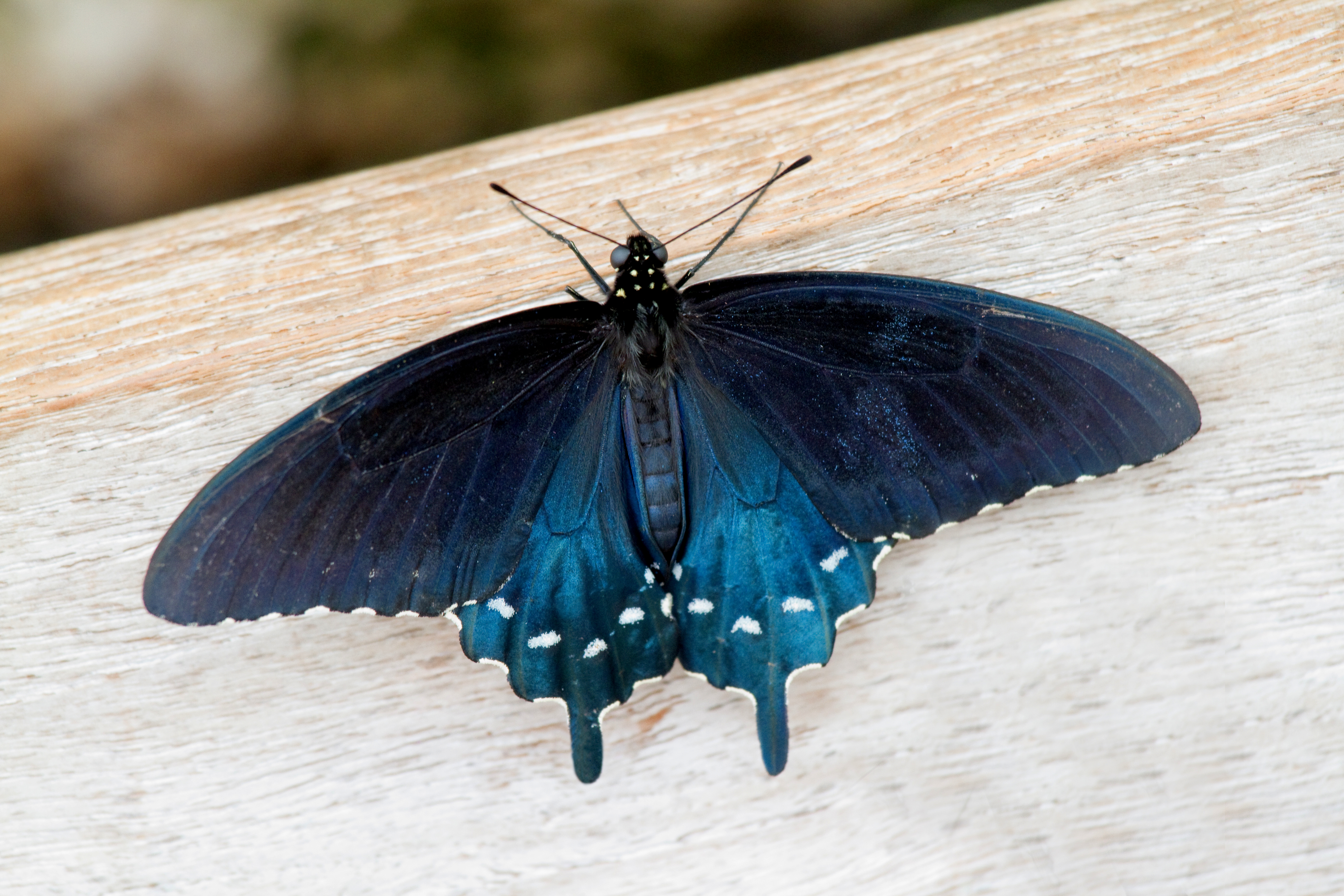
Battus philenor

У всех гусениц имеется осметрий, или вилкообразная железа, — специальная железа имеющаяся в переднегрудном сегменте. Осметрий гусениц Papilio troilus ярко-жёлтый на всех стадиях развития. Гусеница выдвигает осметрий из своего тела при раздражении и возможной опасности. При этом из железы выделяется особый секрет оранжево-жёлтого цвета с неприятным резким и едким запахом, содержащий терпены, а у гусениц пятого возраста состоящий в основном из изомасляной и 2-метилмасляной кислот. Терпеноиды и масляные кислоты секрета осметриев у всех бабочек-парусников синтезируются в самой железе, а не секвестрируются из кормовых растений гусениц. Подобным образом защищаются молодые и средневозрастные гусеницы, а гусеницы последних возрастов при опасности железу практически не выдвигают. Было высказано предположение, что изменение количества выделяемых химических веществ может отражать изменение реакции на различные угрозы со стороны хищников по мере взросления личинок. Айснер с соавторами (Eisner et al., 2005) предположили, что даже выделение из двух частей одного и того же осметрия может различаться по химическому составу. Осметриальный репеллент эффективен против муравьёв, но Бернебаум с соавторами (Berenbaum et al., 1992) сообщили, что клопы из семейства Настоящие щитники могут свободно атаковать и поедать гусениц.
Взрослые бабочки являются примером бейтсовской мимикрии (форма мимикрии, при которой съедобный вид имитирует несъедобный или ядовитый вид — «модель»). Так, Papilio troilus подражают окраской ядовитому виду парусников Battus philenor.

## Охрана и лимитирующие факторы
Организация по охране природы The Nature Conservancy рассматривает Papilio troilus в статусе G5, что означает, что хотя они и не находятся в опасности в глобальном масштабе, но могут быть довольно редкими в некоторых частях своего ареала, особенно на его периферии. Кроме того, новым лимитирующим фактором для Papilio troilus на всём своём ареале стала гибель кормовых растений его гусениц от грибка Raffaelea lauricola, который передаётся интродуцированным жуком-короедом Xyleborus glabratus. Этот жук может пережить суровые зимы в северной части ареала Papilio troilus. Список Lauraceae, заражённых грибком, включает все известные кормовые растения гусениц этого вида бабочки. Только коричник камфорный (Cinnamomum camphora) продемонстрировал устойчивость к грибку Raffaelea lauricola. Другим фактором, влияющим на численность, служит то, что бабочки
летают медленно и лениво, поэтому их легко поймать, что делает их главными предметами коллекционирования. Они также являются популярными объектами для фотосъёмки из-за их большого размера, эффектности и медленного полёта.